# 奧里廖

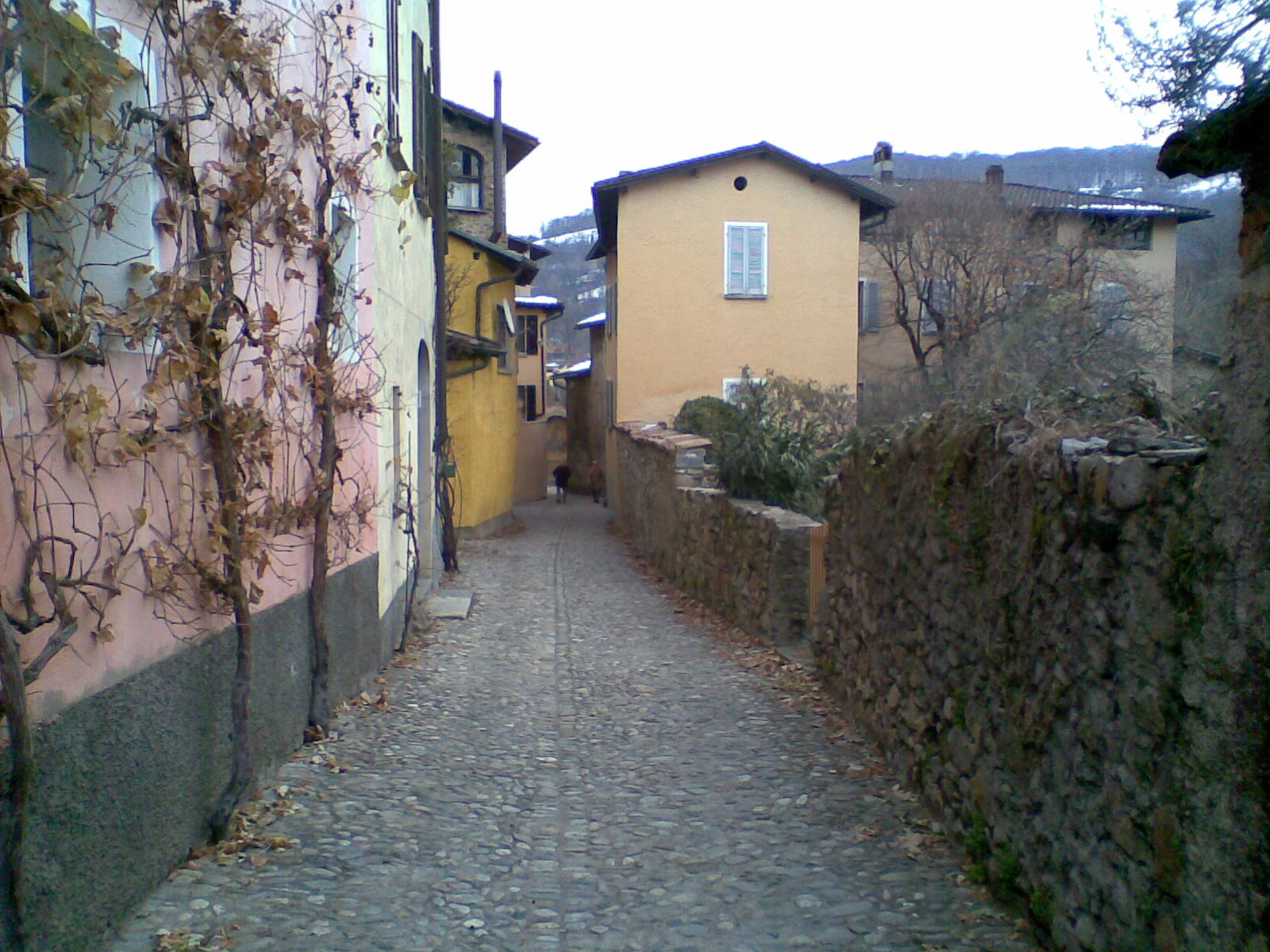

奧里廖是瑞士的城鎮，位於該國南部，由提契諾州負責管轄，面積2.07平方公里，海拔高度452米，2011年人口1,383，七成人口信奉羅馬天主教，人口密度每平方公里668人。